# Aliakés
Aliakés, en grec moderne : Αλιακές, est un village du dème de Mylopótamos, en Crète, en Grèce. Selon le recensement de 2011, la population d'Aliakés compte 39 habitants. Il est situé à une altitude de 300 m et à une distance de 36 km de Réthymnon.

## Population
| Recensements | 1928 | 1960 | 2001 | 2011 |
| ------------ | ---- | ---- | ---- | ---- |
| Population   | 21   | 30   | -    | 39   |